# Татум О'Ніл
Татум О'Ніл (англ. Tatum O'Neal, *5 листопада 1963) — американська акторка кіно та телебачення. Наймолодша володарка премії «Оскар» (1973), найбільш відома дитячими ролями у 1970-х.

## Біографія
Народилася 5 листопада 1963 в Лос-Анджелесі в родині акторів Райана О'Ніла і Джоани Кук Мур. Через рік народився брат Гріффін. У 1967 батьки розлучилися, і Татум залишилася з батьком. Незабаром він одружився з акторкою Лі Тейлор-Янг. Народився брат Патрик, а пізніше ще брат Редмонд від роману батька з акторкою Фаррою Фосетт.

## Кар'єра
У кіно Татум О'Ніл вперше з'явилася в 1973 у 10 років, зігравши разом з батьком у фільмі «Паперовий місяць». За роль Едді Логгінс, дівчинки, що стала компаньйонкою афериста, який можливо є її батьком, Татум отримала премію «Оскар», ставши наймолодшою акторкою, яка коли-небудь отримувала цю премію. Ця роль також принесла їй премію «Золотий глобус», як «Новій зірці року».
Пізніше виконала дитячі ролі ще в ряді фільмів, серед яких «Нестерпні ведмеді» (1976) і «Никелодеон» (1976). З останніх її ролей, вже в дорослому віці, найбільш відомою стала Синтія Крюгер у фільмі «Баскія» (1996).
О'Ніл також багато знімається на телебаченні. Виконувала ролі в серіалах «Секс і місто», «Закон і порядок. Злочинний намір», «8 простих правил для друга моєї дочки-підлітка», «Врятуй мене» і в деяких інших. У січні 2006 вона брала участь у другому сезоні телевізійного шоу «Танці з зірками».
Татум О'Ніл понад 25 років не спілкувалася з батьком. У 2011 вони возз'єдналися в реаліті-шоу «Ryan and Tatum: The O'Neals».

## Особисте життя
В кінці 1970-х мала короткий роман з Майклом Джексоном. У 1986 одружилася з тенісистом Джоном Макінроєм, народила трьох дітей: Кевіна, Шона та Емілі. У 1992 вони роз'їхалися, а через два роки розлучилися. Після розлучення у Татум почалися проблеми з наркотиками, в результаті чого в 1998 колишній чоловік отримав повну опіку над їхніми дітьми, які раніше були з нею.
1 червня 2008 О'Ніл заарештували біля її будинку на Мангеттені під час покупки кокаїну. Під час обшуку її квартири виявили дві сумочки з наркотиками. Але завдяки хорошим адвокатам її невдовзі випустили без застави. 2 липня 2008 О'Ніл визнано винною в хуліганстві під час арешту, проте незабаром вона погодилася стати учасницею програми лікування від наркотичної залежності.
У 2015 році розповіла що на той час зустрічається переважно з жінками.

## Вибрана фільмографія
- 1973: «Паперовий місяць» / (Paper Moon) — Едді Логгінс
- 1976: «Торговці мареннями» / (Nickelodeon) — Еліс Форсайт
- 1980: «Маленькі спокусниці» / (Little Darlings) — Ферріс
- 1980: «Коло двох» / (Circle of Two) — Сара Нортон